# Vladimir Frantar

Vladimir Frantar, slovenski dramaturg, redaktor, publicist, prevajalec in umetnostni kritik, * 10. junij 1946, Ljubljana. 
Pred upokojitvijo je bil pomočnik urednika filmske redakcije za TV filme in nadaljevanke.

## Življenje in delo
1971 je diplomiral na Filozofski fakulteti
v Ljubljani (slovenski jezik s književnostjo in francoski jezik s književnostjo).
Takoj po diplomi se je zaposlil v Dramski redakciji TV Slovenija kot dramaturg.
Pripravil je več scenarijev za TV filme
po delih Bena Zupančiča (Pogreb), Juša
Kozaka (Balada o ulici), Miška Kranjca (Ciklame, vres in ljubezen - Sence pod
Ostrim vrhom, Kati Kustecova), Prežihovega Voranca (Boj na požiralniku). Za
Radio je priredil novelo Veselica (Beno Zupančič) in Na verne duše (Miško
Kranjec). 
Še v študentskih letih je pripravil priredbe slovenskih literarnih del, Finžgarja (Dekla Ančka - 1969 in Lucija - 1973) in Jurčiča (Tihotapec - 1972). 
Med prevodi je imela največji uspeh Pogodba
(Le Contrat) Francisa Vebera, upr. 1972 v MGL.
Veliko je pisal v dnevno časopisje in
revije o gledališču, o glasbi, predvsem o operi, in o slovenski popevki (Delo,
Naši razgledi, Dnevnik, Večer, Ampak, Zvon, bilten društva Richarda Wagnerja v
Ljubljani). Pri Celjski Mohorjevi je leta 2012 izdal – ob petdesetletnici
festivala Slovenska popevka – knjigo Enkrat še zapoj, v kateri obravnava vse
festivale, od 1962 do 2011, piše pa tudi o pevcih, o skladateljih, o piscih
besedil itd.
Prepotoval je ves svet in pisal o opernih
predstavah z najpomembnejših svetovnih festivalov (Salzburg, Bayreuth,
Glyndebourne, Savonlinna, Verona, München, Zürich, Aix-en-Provence, Wexford ...)
pa opernih hiš, od Nove Zelandije (Wellington), Avstralije (Sydney, Melbourne,
Perth), Singapura, Hong Konga in obeh Amerik (New York, San Francisco, Los
Angeles, Seattle, Toronto, Buenos Aires …) do celotne Evrope (Dunaj, London,
Pariz, München, Milan, Rim,  Berlin,
Zürich, Madrid, Moskva, Leningrad, Stockholm, Oslo, Copenhagen, Amsterdam,
Bruselj, Helsinki, Reykjavik, Praga, Varšava, Sofija, Budimpešta, Bukarešta,
Beograd, Zagreb ...)
Že več kot dvajset let je stalni dopisnik
angleške revije Opera; piše o premierah v Ljubljanski operi.
Sodeloval je pri Slovenskem gledališkem
leksikonu, 1-3, Knjižnica Mestnega gledališča ljubljanskega, in napisal vse
prispevke o televizijskih ustvarjalcih, avtorjih, režiserjih, igralcih,
scenografih in kostumografih.
Sodeloval je na  v žirijah za TV filme, nadaljevanke in
glasbene oddaje na festivalih v tujini: Prix Italia, Prix Europa, Ženeva,
Praga, Sofija…..

Od 2012 je član Mednarodne predselekcijske komisije na TV festivalu v Monte Carlu (TV-filmi in nadaljevanke).